# 唐鐸
唐 鐸（とう たく、1329年 - 1397年）は、元末明初の官僚・政治家。字は振之。本貫は泗州虹県。

## 生涯
朱元璋の起兵のとき、側近に侍した。朱元璋に従って濠州を守り、江州の平定に参加して、西安県丞に任じられた。南京に召還されて中書省管勾となった。
1368年（洪武元年）、湯和が延平を陥落させると、唐鐸は延平府知府をつとめることになった。新たに帰順した人々をなだめ集めて、士民を安堵させた。延平にいること3年、入朝して殿中侍御史となり、紹興府知府として出向した。1373年（洪武6年）12月、南京に召還されて刑部尚書に任じられた。翌年、太常卿に転じた。母が死去したため、唐鐸は辞職して喪に服したが、特別に俸給の半額を支給された。1381年（洪武14年）11月、喪が明けると、唐鐸は兵部尚書として起用された。
1382年（洪武15年）11月、唐鐸は諫議大夫となった。ほどなく監察御史に左遷された。賢良有能な京官を選抜して州県の知事を歴任させ、才知ある優秀な人材を訪ね求めさせ、官吏を視察させるよう奏請した。また老練で名望高い人物を選んで、布政使や按察使の職にあてるよう奏請した。洪武帝はこれを聞き入れた。唐鐸は右副都御史に抜擢された。1385年（洪武18年）10月、刑部尚書に任じられた。1388年（洪武21年）6月、兵部尚書に転じた。1389年（洪武22年）4月、詹事院が設置されると、唐鐸は詹事を兼ねた。5月、致仕した。
1393年（洪武26年）、太子賓客として起用され、太子少保に進んだ。1395年（洪武28年）、龍州土官の趙宗寿が鄭国公常茂の死事が事実でないと奏上したことから、召還の命が発せられたが、趙宗寿は上京しなかった。洪武帝は楊文に命じて軍を率いて趙宗寿を討たせ、唐鐸には招諭にあたるよう命じた。唐鐸が龍州に到着すると、常茂が実は病死だったことが判明し、趙宗寿も屈服して来朝した。洪武帝は龍州に向かわせた兵をそのまま転用して、楊文に諸州の少数民族の反乱を鎮圧させ、唐鐸にはその軍事に参議させた。翌月に反乱は平定された。唐鐸は現地の形勢を観測して、奉議衛および向武・河池・懐集・武仙・賀県の各所に守禦千戸所を設置し、官軍を駐屯させるよう奏請して、いずれも許可された。
1397年（洪武30年）7月、南京で死去した。享年は69。太子太傅の位を追贈され、諡は敬安といった。

## 人物・逸話
- あるとき洪武帝は侍臣たちと歴代の興廃を論じて、「朕の子孫を周の成王や康王のように、輔弼する臣下を周公旦や召公奭のようにして、王朝の命脈の永からんことを天に祈るべきだろう」といった。唐鐸は進み出て「大善至徳の人物を太子の教師とし、側近を選んで輔導させれば、宗廟と社稷は万年の福を享受できるでしょう」といった。洪武帝はまた「人には公私があり、そのため言葉には正邪がある。正しい言葉は諫言や忠告につとめ、邪な言葉は誹謗や阿諛につとめるものだ」といった。唐鐸は「誹謗は忠に近く、阿諛は愛に近しいものです。それらに目を眩まされることがなければ、人を中傷してへつらう人物は近づいて来ないでしょう」といった。
- 唐鐸は有徳の人物で、性格は慎重細心であり、みだりに取ったり与えたりしなかった。
- 洪武帝は「唐鐸とは友として君臣として今まで三十数年のつきあいになるが、人とつきあって顔色を変えることはなく、また人の悪口を言うこともない」と評した。
- 洪武帝はまた「都御史の詹徽（詹同の子）は剛毅果断で悪を憎み、かれのおかげで胥吏は市場で不正をおこなうこともできないが、かれへの不満や誹謗は朝廷に満ちている。唐鐸は重厚で、臆病と言われるほど何もしない。人心が古びないとは、このようなことか」といった。後に詹徽は罪に問われて処刑されたが、唐鐸への洪武帝の恩遇は変わらなかった。